# Talon (Spiele)

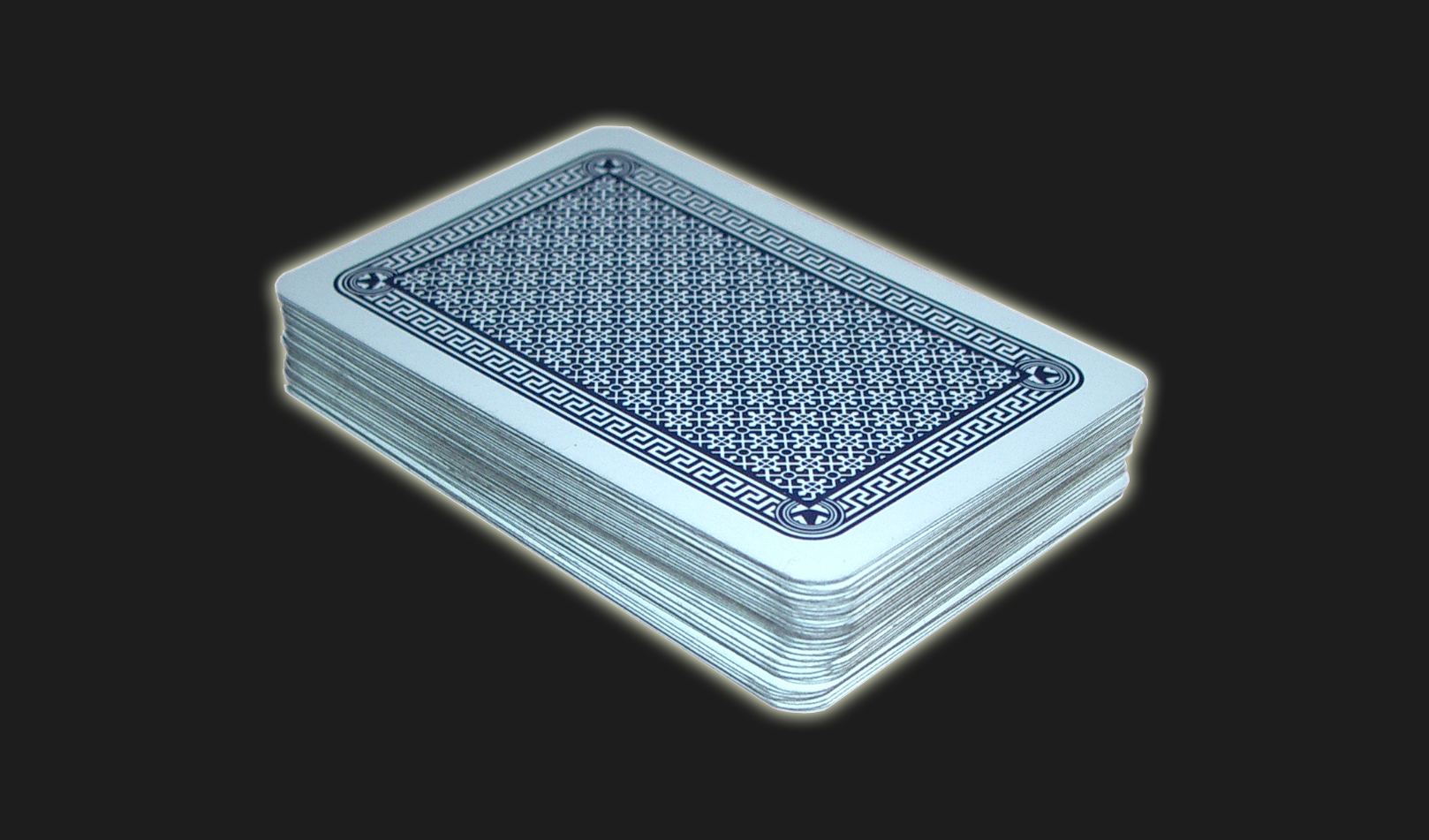
Talon von Spielkarten (verdeckt)

Als Talon ([taˈlɔ̃]; französisch ‚Ferse‘) bezeichnet man bei Kartenspielen und Domino einen Satz Karten bzw. Steine, der erst im Laufe des Spiels eingebracht wird. Er wird je nach Spiel auch als Blinde, Stapel, Stock, Stoß, Skat, Kaufsteine, Kaufkarten, Nachziehkarten oder Tapp bezeichnet.

## Beschreibung
Meyers Großes Konversations-Lexikon von 1909 beschreibt den Kartenspielbegriff als „die nach dem Geben übriggebliebenen Karten, die Kaufkarten“. Im Glücksspiel, z. B. Pharo, ist es „der Kartenstamm, den der Bankier abzieht“ und beim Dominospiel sind es die Kaufsteine. Zumeist befindet sich der Talon als ein Stapel verdeckter Karten bzw. Steine in der Mitte des Tisches. In anderen Spielen gibt es aber auch sehr unterschiedliche Varianten, etwa beim Königrufen. Talons können bei Spielkarten offen (mit der Bildseite nach oben) oder verdeckt liegen.